# Зелена карта (филм)
Зелена карта (енгл. Green Card) је аустралијски филм из 1990. године који је режирао Питер Вир.

## Радња
Француски емигрант Жорж (Жерар Депардје) и Американка Бронте (Енди Мекдауел), која жели да задржи стан у коме се налази њој драги стакленик, одлучују да склопе фиктивни брак. Када имиграционе власти почну да се интересују за овај случај, Жорж и Бронте су суочени са потребом да се боље упознају како би се правилно припремили за интервју са властима. Принуђени су да проведу неколико дана један поред другог. У почетку, измишљени супружници страшно иритирају једно друго, али временом њихова осећања прерасту у љубав. Током разговора са имиграционом комисијом, лик Депардјеа случајно прави резерву, због чега члан комисије схвата да је овај пар склопио фиктивни брак, али због симпатија према Французу, члан комисије одлучује да га тихо испрати. из Сједињених Држава без кривичног гоњења угледне фине Американке .